# Thalassodes charops
Thalassodes charops är en fjärilsart som beskrevs av Louis Beethoven Prout 1928. Thalassodes charops ingår i släktet Thalassodes och familjen mätare. Inga underarter finns listade i Catalogue of Life.